# Mark Wayne Chase
Mark Wayne Chase (1951) è un botanico britannico di origine americana, noto per i suoi studi sulla classificazione e l'evoluzione delle piante.
È uno dei ricercatori più apprezzati dell'Angiosperm Phylogeny Group, nell'ambito del quale ha concentrato i suoi studi sulle Orchidaceae. 
Nel 1998 è stato insignito della Medaglia Linneana assieme a Colin Patterson.
 
Nel 2008 è stato uno dei tredici ricercatori a cui è stata conferita la Medaglia Darwin-Wallace, una onorificenza attribuita dalla Linnean Society of London ogni 50 anni, per premiare i maggiori contributi nella biologia evoluzionista.
Nel 2014 ricevette la Veitch Memorial Medal della Royal Horticultural Society.
Attualmente è responsabile del Jodrell Laboratory dei Kew Gardens.